# La Fille du temps
La Fille du temps — The Daughter of Time dans l'édition originale britannique — est un roman policier britannique de Josephine Tey publié en 1951. C'est le 5e roman de la série mettant en scène le personnage de l'inspecteur Alan Grant.
Le titre « La Fille du temps » est une référence à un proverbe anglais, rappelé par une exergue en début de roman : « La vérité est la fille du temps ».

## Distinctions
La Fille du temps est classé n°1 au classement de la liste des Cent meilleurs romans policiers de tous les temps établie par la Crime Writers' Association en 1990.
Le roman occupe également la 4e place au classement américain des Cent meilleurs livres policiers établi en 1995 par l'association des Mystery Writers of America.
Il est classé 44e au Tozai Mystery Best 100.
En 2012, Peter Hitchens renchérit en affirmant que La Fille du temps est « l'un des plus importants romans jamais écrits ».
Le critique américain Anthony Boucher considère ce roman comme « l'un des classiques du roman policier.... l'un des meilleurs, non seulement de l'année, mais de tous les temps ». Dorothy B. Hughes abonde dans ce sens et ajoute « qu'il est l'un des plus importants romans policiers de l'histoire du genre ».
Le roman aura été suffisamment populaire pour que Winston Churchill ait tenu à réaffirmer la culpabilité de Richard III dans son ouvrage A History of the English-Speaking Peoples : « Il faudra encore de nombreux livres ingénieusement écrits pour élever la question à la dignité d'une controverse historique ».

## Résumé
Cloué au lit après une chute, Alan Grant, inspecteur à Scotland Yard, ne sait que faire pour tromper son ennui. Marta Hallard, une amie comédienne, lui propose de compléter ses connaissances historiques. Elle lui apporte des portraits de plusieurs grands personnages du passé dont l'existence a été entachée d'une part d’ombre. Grant croit déceler dans l’un des visages un homme responsable et intègre. Son amie lui révèle qu’il s’agit de Richard III, accusé des pires atrocités pour parvenir à s'installer sur le trône d’Angleterre. Grant est pourtant convaincu du contraire, car il compte de longues années consacrées à l'étude de la physionomie des criminels auxquels il a été quotidiennement confronté. Il décide donc de mener une enquête dans le passé concernant l’assassinat des neveux de Richard III (les enfants du roi Édouard IV) lors de ce qui a été appelée l’Affaire des Princes de la Tour.
Depuis son lit d'hôpital, il entreprend donc une « enquête de canapé » avec l’aide d'un Américain, Brent Carradine, venu faire des recherches historiques en Angleterre. Alan Grant commence par lire les livres de classe afin de connaître le contenu du règne de Richard III tel qu'on l'enseigne aux petits Anglais. Puis il étudie des monographies, des essais historiques et même des romans historiques. Il demande à Carradine de ne se préoccuper que des faits tangibles et non des assertions fantaisistes ou orientées.
Peu à peu, il découvre que les sources sont laconiques, fragmentaires et particulièrement partiales. Plusieurs d'entre elles ont sans doute été falsifiées, et d'autres ont été écrites par des ennemis déclarés de Richard III, notamment John Morton. Et peu à peu, il se fait une idée différente des événements tels qu'ils ont dû se passer, allant à l’encontre de leur « version officielle ».

## Éditions
Édition originale en anglais
- (en) Josephine Tey, The Daughter of Time, Londres, Peter Davies, 1951 — Édition britannique

Éditions françaises
- (fr) Josephine Tey (auteur) et Michel Duchein (traducteur), La Fille du temps [« The Daughter of Time »], Paris, Éditions Julliard, coll. « P.J. (Police judiciaire) no 2 », 1969, 253 p. (BNF 33190808)
- (fr) Josephine Tey (auteur) et Michel Duchein (traducteur) (trad. de l'anglais), La Fille du temps [« The Daughter of Time »], Paris, Union générale d'éditions, coll. « 10/18, série Grands Détectives no 1559 », 1983, 252 p. (ISBN 2-264-00501-7, BNF 34714072) Cette dernière édition a été rééditée dans la même collection en 2003 et 2014.